# Peter Rocca
Peter Rocca (Estados Unidos, 27 de julio de 1957) es un nadador estadounidense retirado especializado en pruebas de estilo espalda, donde consiguió ser subcampeón olímpico en 1976 en los 100 y 200 metros.

## Carrera deportiva
En los Juegos Olímpicos de Montreal 1976 ganó la medalla de plata en los 100 metros espalda —con un tiempo de 56.34 segundos, tras su compatriota John Naber— también plata en los 200 metros espalda, con un tiempo de 2:00.55 segundos, de nuevo tras John Naber; y en cuanto a las pruebas grupales, contribuyó a que el equipo estadounidense ganase el oro en los relevos de 4x100 metros estilos (nadando el largo de espalda), por delante de la Unión Soviética y Alemania Occidental (bronce).
Y en el Campeonato Mundial de Natación de 1978 celebrado en Berlín volvió a ganar la medalla de plata en la prueba de 100 metros estilo espalda.